# Acrotritia wallworki
Acrotritia wallworki är en kvalsterart som först beskrevs av Lee 1981.  Acrotritia wallworki ingår i släktet Acrotritia och familjen Euphthiracaridae. Inga underarter finns listade i Catalogue of Life.